# Esgrima en los Juegos Olímpicos de París 1900 - Sable individual masculino
La competencia amateur de sable individual masculino fue una de las pruebas del programa de esgrima, de los Juegos Olímpicos de París 1900. Participaron 23 esgrimistas provenientes de 7 naciones.

## Resultados

### Primera Ronda
Se llevó a cabo en cuatro grupos, donde los cuatro mejores de cada uno de ellos pasaba a la siguiente instancia. Se desconoce la distribución de los esgrimistas dentro de cada grupo, así como los enfrentamientos entre sí.
| Esgrimista                             |
| -------------------------------------- |
| Maurice Boisdon (FRA)                  |
| Claude de Boissière (FRA)              |
| Georges, Count de la Falaise (FRA)     |
| Giunio Fedreghini (ITA)                |
| Fritz Flesch (AUT)                     |
| Mauricio, Duke de Gor (ESP)            |
| Harstein (AUT)                         |
| Hugó Hoch (HUN)                        |
| Pierre d'Hugues (FRA)                  |
| Gyula von Iványi (HUN)                 |
| Camillo Müller (AUT)                   |
| Amon, Ritter von Gregurich (HUN)       |
| Stagliano (ITA)                        |
| Heinrich von Tenner (AUT)              |
| Léon Thiébaut (FRA)                    |
| Todoresku (HUN)                        |
| François de Boffa (SUI)                |
| Gaston Dutertre (FRA)                  |
| Jean-Baptiste Lafourçade-Cortina (FRA) |
| Léon Lécuyer (FRA)                     |
| Alfons Schoene (GER)                   |
| Casimir Semelaigne (FRA)               |
| Fernand Semelaigne (FRA)               |

### Semifinales
Las semifinales se disputaron en dos grupos de ocho esgrimistas. Se desconocen los enfrentamientos y la cantidad de victorias y derrotas que tuvieron cada uno de ellos, pero se sabe la posición final en cada grupo. Los cuatro mejores de cada grupo avanzaron a la final..
| Grupo A  | Grupo A                            | Grupo A | Grupo A |
| Posición | Esgrimista                         |         |         |
| -------- | ---------------------------------- | ------- | ------- |
| 1        | Gyula von Iványi (HUN)             |         |         |
| 2        | Camillo Müller (AUT)               |         |         |
| 3        | Fritz Flesch (AUT)                 |         |         |
| 4        | Georges, Count de la Falaise (FRA) |         |         |
| 5 - 8    | Maurice Boisdon (FRA)              |         |         |
| 5 - 8    | Pierre d'Hugues (FRA)              |         |         |
| 5 - 8    | Harstein (AUT)                     |         |         |
| 5 - 8    | Giunio Fedreghini (ITA)            |         |         |
|          |                                    |         |         |
| Grupo B  |                                    |         |         |
| Posición | Esgrimista                         |         |         |
| 1        | Amon, Ritter von Gregurich (HUN)   |         |         |
| 2        | Heinrich von Tenner (AUT)          |         |         |
| 3        | Claude de Boissière (FRA)          |         |         |
| 4        | Léon Thiébaut (FRA)                |         |         |
| 5 - 8    | Todoresku (HUN)                    |         |         |
| 5 - 8    | Stagliano (ITA)                    |         |         |
| 5 - 8    | Mauricio, Duke de Gor (ESP)        |         |         |
| 5 - 8    | Hugó Hoch (HUN)                    |         |         |

### Final
La final se disputó el 25 de mayo de 1900. Los cuatro mejores esgrimistas de cada grupo de la semifinal compitieron entre sí para resolver el torneo.
| Posición | Esgrimista                         | Victorias | Derrotas |
| -------- | ---------------------------------- | --------- | -------- |
| 1        | Georges, Count de la Falaise (FRA) | 6         | 1        |
| 2        | Léon Thiébaut (FRA)                | 5         | 2        |
| 3        | Fritz Flesch (AUT)                 | 4         | 3        |
| 4        | Amon, Ritter von Gregurich (HUN)   | 4         | 3        |
| 5        | Gyula von Iványi (HUN)             | 3         | 4        |
| 6        | Claude de Boissière (FRA)          | 3         | 4        |
| 7        | Heinrich von Tenner (AUT)          | 2         | 5        |
| 8        | Camillo Müller (AUT)               | 1         | 6        |